# Astronomy Domine
Astronomy Domine (рус. Госпожа астрономия) — композиция британской рок-группы Pink Floyd, написанная вокалистом и гитаристом группы Сидом Барреттом в апреле 1967 года. Песня является первым треком на дебютном альбоме группы The Piper at the Gates of Dawn, выпущенном в августе того же года.

## Произношение
Есть две точки зрения по произношению слова «Domine». Первая версия, что «Domine» произносится как «do-mi-nee», в рифму с «astronomy». Вторая версия, что произносится латинское «doh-mi-nay».

## Композиция
Песня начинается словами Питера Дженнера, который произносит в мегафон названия небесных тел. Голос Дженнера напоминает голос астронавта при разговоре по селекторной связи. Гитара Барретта Fender Esquire появляется на расстоянии и постепенно становится громче. Чуть позже появляется высокий звуковой сигнал, подтверждая чувство отдалённого космоса. Потом вступает барабан Ника Мэйсона, сопровождающий звучание гитары Барретта. Орган Ричарда Райта Farfisa сливается с фоном. Лирика Барретта снова поддерживает космическую тему в песне, упоминая планеты Юпитер, Сатурн и Нептун, а также небесные тела Оберон, Миранду, Титанию (спутники Урана) и Титан (спутник Сатурна). Барретт и Райт исполняют лид-вокал. Повторная басовая партия Роджера Уотерса, орган Рика и быстрая слайд-гитара Барретта доминируют, сопровождаемые голосом Дженнера, снова говорящего через мегафон.

## Альтернативные версии
- Pink Floyd исполняли «Astronomy Domine» с 1967 по 1971 год и в 1994 году. Вместе с Роджером Уотерсом песня была исполнена в последний раз 20 июня в 1971 году, в Риме.
- В концертную часть альбома Ummagumma вошла переработанная версия композиции. Стихи были удвоены, и клавишные партии увеличены, что привело к удлинению композиции до 8 минут. Вокал Сида Барретта исполнял Роджер Уотерс. Эту версию песни также можно услышать на американском издании A Nice Pair (1973).
- Композиция была включена в сборник Echoes: The Best of Pink Floyd.
- Композиция также вошла в концертный альбом P•U•L•S•E, в своём оригинальном размере в 4 минуты.
- Песня также игралась Дэвидом Гилмором и его группой (которая включает Ричарда Райта с Гаем Прэттом на бас-гитаре и Стива Дистэнислэо на барабанах) на сессиях Abbey Road Studios, которая была выпущена как часть CD/DVD On an Island. Astronomy Domine была исполнена во время последних немногих выступлений Гилмора в туре On an Island, и в особенности на его DVD Live in Gdańsk.

## Кавер версии
- Voivod перепел эту песню в их альбоме 1989 Nothingface с несколько изменённым текстом.
- Кавер-версия песни исполненная Mike Keneally Band включена в их трибьют-альбом 2003, A Fair Forgery of Pink Floyd.
- Версия The Soft Boys[англ.] появляется на концертной части Two Halves For The Price Of One (1981).
- Rockfour перепел песню на их альбоме For Fans Only!
- Dredg перепел песню на трибьют-альбоме Сида Барретта, Like Black Holes In The Sky, The Tribute To Syd Barrett (2008).
- The Atomic Bitchwax[англ.] включал их кавер-версию в их альбом 4 (2009).

## Участники записи
- Сид Барретт — соло-гитара, слайд-гитара (Fender Esquire), вокал;
- Роджер Уотерс — бас-гитара;
- Ричард Райт — орган Farfisa[англ.], вокал;
- Ник Мейсон — барабаны;
- Питер Дженнер — вступление.